# Amphictionie
Amphictionie (Oudgrieks Ἀμφικτιονία / Amphiktionía of Ἀμφικτυονία / Amphiktuonía) was in het oude Griekenland een religieus verbond van stammen of staten, buurlanden (Ἀμφικτίονες / Amphiktíones of Ἀμφικτύονες / Amphiktyones (amfictionen) = letterlijk zij die nabij wonen), die rondom een belangrijk heiligdom woonden en zich verenigden ter bescherming daarvan, meer bepaald om elkaar te steunen bij de verdediging van de materiële belangen van het heiligdom (schatten, tempelgebied, ander eigendom).
De lidstaten die zo'n bond hadden gesloten, delegeerden elk twee burgers naar de Amphictionenraad, die in normale omstandigheden tweemaal per jaar (in de lente en in de herfst) vergaderde, en als scheidsrechter optrad bij eventuele geschillen, met de bedoeling de algemene vrede te bewaren, al bleek dat in de praktijk vaak onmogelijk (zie Heilige oorlogen).
Er waren verscheidene van dergelijke amfictionieën in Griekenland, maar de bekendste en invloedrijkste was die van Delphi.
Eerste · Tweede · Derde · Vierde